# Legends of Wrestling
Legends of Wrestling est un jeu vidéo de combat développé par Acclaim Studios Salt Lake City et édité par Acclaim Entertainment, sorti en 2001 sur GameCube, PlayStation 2 et Xbox.
Il a pour suite Legends of Wrestling II.

## Accueil
- IGN : 5,4/10 (GC)[1] - 4,9/10 (PS2)[2] - 7/10 (XB)[3]